# Jürgen Homuth
Jürgen Homuth var en tysk profoss som var bödel under Stockholms blodbad som ägde rum på Stortorget i staden den 7–9 november 1520.
Homuth var Kristian II:s chefsbödel.  
Enligt Homuth avrättades 82 personer. Stämmer uppgiften avrättades 20-30 personer utöver de av ärkebiskopen Gustaf Trolle utpekade. I samband med att människor ur de samtliga samhällstånden avrättades, användes metoderna halshuggning med svärd och hängning.
Homuth har berättat att han samtalade med en av de första biskoparna han skulle avrätta, biskop Vincens av Skara. Biskopen hade då frågat bödeln om vad som skulle hända, varpå Homuth då svarade:
| ” | Inga goda nyheter just. Eders Nåde må förlåta mig. Det är mig befallt att slå huvudet av Eders Nåde. | „ |

Enligt Homuth hade den danska prästen Didrik Slagheck under ett kraftigt berusat tillstånd hotat med stränga repressalier om inte de dödsdömda fångarna avrättades obiktade.